# Красевиці-Старі
Красевиці-Старі (пол. Krasewice Stare) — село в Польщі, у гміні Сім'ятичі Сім'ятицького повіту Підляського воєводства.
Населення — 98 осіб (2011).
У 1975-1998 роках село належало до Білостоцького воєводства.

## Демографія
Демографічна структура станом на 31 березня 2011 року:
|          | Загалом | Допрацездатний вік | Працездатний вік | Постпрацездатний вік |
| -------- | ------- | ------------------ | ---------------- | -------------------- |
| Чоловіки | 55      | 12                 | 32               | 11                   |
| Жінки    | 43      | 7                  | 20               | 16                   |
| Разом    | 98      | 19                 | 52               | 27                   |